# (1265) Швейкарда
(1265) Швейкарда (лат. Schweikarda) — астероид главного пояса, открытый 18 октября 1911 года немецким астрономом Францем Кайзером в Гейдельбергской обсерватории и назван в честь девичьей фамилии матери первооткрывателя.

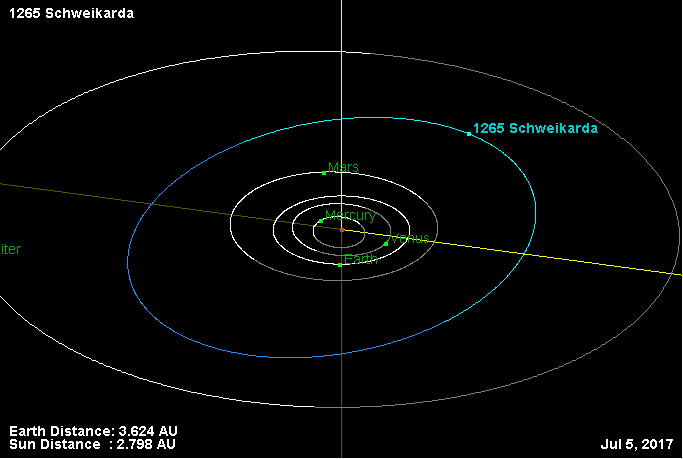
Орбита астероида Швейкарда и его положение в Солнечной системе